# Caguait
Caguait (en inglés: Cagwait) es un municipio filipino de cuarta categoría, situado en la parte nordeste de la isla de Mindanao. Forma parte de la provincia de Surigao del Sur situada en la Región Administrativa de Caraga, también denominada Región XIII. Para las elecciones está encuadrado en el Primer Distrito Electoral.

## Geografía
Situado en el centro-este  de la provincia, 25 km al sureste  de la ciudad de Tandag,  capital de la provincia, 32 km por carretera.
Su término  linda al norte con el de Bayabas; al sur con el municipio de Marijatag;  al este con el mar de Filipinas; y al oeste con el municipio de Tago.
La población se abre al Golfo de Caguait (Gulf of Cagwait), rico en vida marina, cuya forma recuerda la de la boca humana abierta, mientras que la península que la rodea se asemeja al esófago. 
Las islas adyacentes de Arangasa (Arangasa Islands ) se sitúan frente a los barrios de Aras-asán, Unidad y Bitaugán, a menos de 2 km de distancia de la costa.

### Barrios
El municipio  de Caguait se divide, a los efectos administrativos, en 11 barangayes o barrios, conforme a la siguiente relación:
| - Aras-asán - Bacólod - Bitaugán del Este | - Bitaugán del Oeste - La Purísima de Palhe - Lactudán | - Mat-e - Población - Taguagán (Tawagán) | - Tubo-tubo - Unidad |

### Demografía
Tal como consta en el censo del año  2000 el municipio contababa con una población de  18,899 personas que habitaban 3,927  hogares.

### Comunicaciones
- S00300, Carretera de Surigao a Dávao por la costa (Surigao-Davao Coastal Rd) entre las localidades de Bayabas, al norte  y Marijatag, al sur. A pie de esta carretera se encuentran cuatro barrios: Bacólod, La Purísima, Tubo-tubo y Unidad.

## Historia
El actual territorio de la provincia de Surigao del Sur  fue parte de la provincia de Caraga durante la mayor parte de la Capitanía General de Filipinas (1520-1898).
En julio de 1840 el sacerdote católico Juan Engrova inaugura su Libro de Bautismos (1845-1860) bautizando a personas del nuevo asentamiento. 
Barrio de Tandag, la actual capital de la provincia, en 1869.

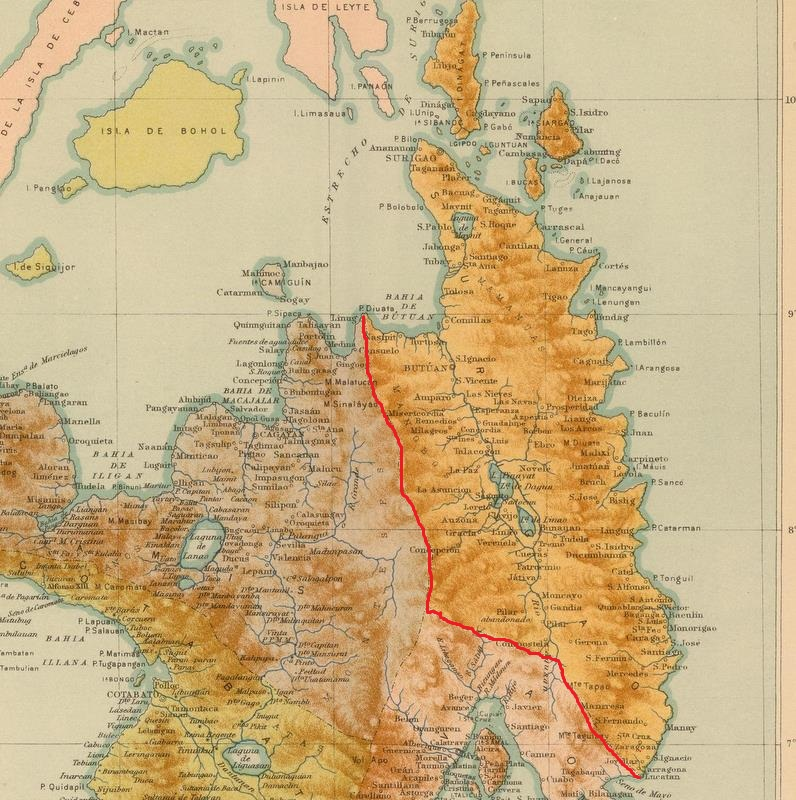
Provincia de Surigao en 1899.

A principios del siglo XX la isla de Mindanao se hallaba dividida en siete distritos o provincias.
El Distrito 3º de Surigao, llamado hasta 1858  provincia de Caraga, tenía por capital el pueblo de Surigao e incluía la  Comandancia de Butuan.
Uno de sus pueblos era Tándag que entonces contaba con  8.345 habitantes, con las visitas de Tago, Tigao, Cortés, Caguait, Alba, Colón y San Miguel;
Durante la ocupación estadounidense de Filipinas  fue creada la provincia de Surigao que contaba con  14  municipios.
En 1903 Caguait fue propuesto como un municipio independiente, alegando sus vecinos la distancia a la ciudad cabecera del municipio.
En 1918, Tago, otro barrio de Tandag, obtiene la categoría de municipio. Caguait se convirtió en un barrio de Tago hasta el 20 de enero de 1953, cuando se independiza siendo Rafael Consuegra su primer alcalde. Le sucedieron Egidio C. Lozada, Adelfo C. Luengas, Ernesto M. Camino, Clenio L. Ondona, Sr., Johnny Lozada, Lilian Y. Lozada y Bonifacio G. Ondona.
El flamante nuevo municipio contaba con solo 5 barrios: Población, Aras-asán, Bacólod, Bayabas y Bitaugán.
El 18 de septiembre de 1960 la provincia de Surigao fue dividida en dos: Surigao del Norte y Surigao del Sur.
Apenas 8 años tras su creación, Bayabas optó por separarse, convirtiéndose en un nuevo municipio, corría al año de 1961.
Desde entonces ha aumentado su número de barrios hasta alcanzar los 11 actuales. Nuevos barrios son los de  Lactudán, La Purísima, Mat-e, Tawagán, Tubo-tubo y Unidad. 
El barrio de  Bitaugán fue dividido en dos: Bitaugán del Este y Bitaugán del Oeste.